# Manège de la Garde
Le Manège de la Garde (finnois : Kaartin maneesi) est un bâtiment situé dans le quartier Kaartinkaupunki à Helsinki.

## Histoire
L'édifice d'un étage en briques est conçu par Axel Hampus Dalström.
Il est construit à proximité de la caserne de la Garde construite en 1822.
À son ouverture, le bâtiment abrite une arène d'entrainement des chevaux.
Au début du XXe siècle, le manège commence à accueillir des foires commerciales, des conférences et des expositions.
Il en sera ainsi jusqu'à la construction en 1935 du palais des expositions.
Dans les années 1949–1952 le manège est transformé en garage.
On y coule une chape en béton et on démonte les charpente en chêne d'origine.
On construit une couverture du côté de la rue Kasarmikatu mais l'aspect extérieur reste inchangé.